# Santigny
Santigny ist eine französische Gemeinde mit 88 Einwohnern (Stand 1. Januar 2022) im Département Yonne in der Region Bourgogne-Franche-Comté (vor 2016 Bourgogne); sie gehört zum Arrondissement  Avallon und zum Kanton Chablis (bis 2015 Guillon).

## Geographie
Santigny liegt etwa 57 Kilometer südöstlich von Auxerre. Umgeben wird Santigny von den Nachbargemeinden Marmeaux im Norden und Nordwesten, Châtel-Gérard im Norden und Nordosten, Bierry-les-Belles-Fontaines im Nordosten, Pisy im Osten und Südosten, Vignes im Süden, Guillon im Südwesten sowie Talcy im Westen und Südwesten.

## Bevölkerungsentwicklung
| Jahr                      | 1962 | 1968 | 1975 | 1982 | 1990 | 1999 | 2006 | 2013 |
| Einwohner                 | 129  | 110  | 107  | 107  | 89   | 90   | 117  | 106  |
| Quelle: Cassini und INSEE |      |      |      |      |      |      |      |      |

## Sehenswürdigkeiten

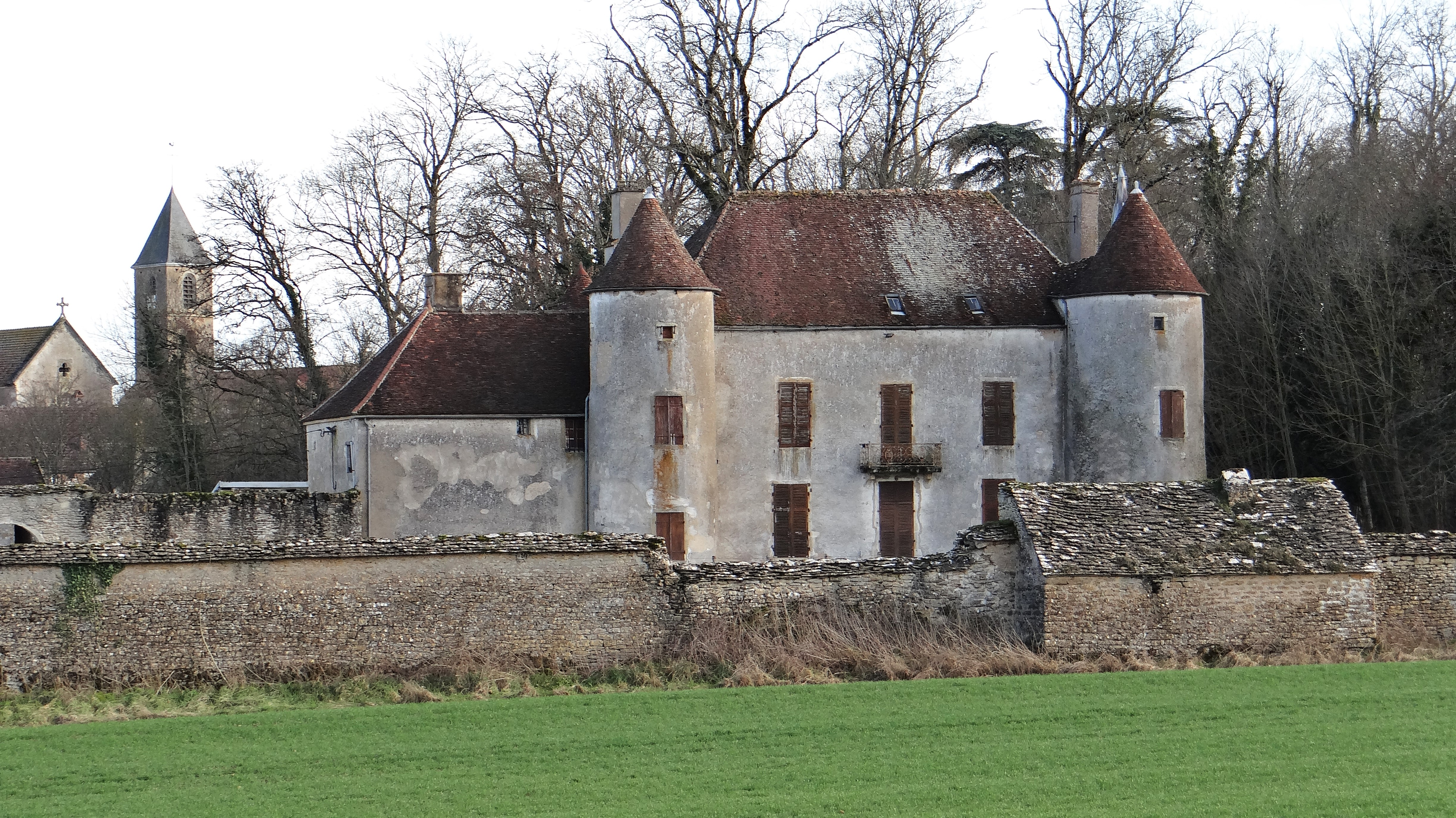
Schloss Santigny

- Kirche Notre-Dame-de-l’Assomption
- Schloss Santigny